# Horst Harnischfeger
Horst Harnischfeger (* 20. März 1938 in Frankfurt am Main) ist ein deutscher Jurist, Hochschullehrer und ehemaliger Generalsekretär des Goethe-Instituts.

## Leben und Werdegang
Horst Harnischfeger ist der Sohn eines Oberstudienrats. Nach dem Besuch einer Musterschule und dem Abitur in Frankfurt studierte er Rechts- und Staatswissenschaften sowie Philosophie in Frankfurt, Lausanne und Hamburg, wo er 1966zum Dr. jur. promoviert wurde. Von 1965 bis 1966 hatte er auch an der Ecole Nationale d’Administration Paris studiert. Von 1961 bis 1966 war er Wissenschaftlicher Mitarbeiter beim Europa-Kolleg in Hamburg. Er arbeitete ab 1966 als Wissenschaftlicher Mitarbeiter am Max-Planck-Institut für Bildungsforschung in Berlin. 1970 wechselte er zunächst in die Planungsabteilung des Bundesministeriums für Bildung und Wissenschaft und übernahm noch im gleichen Jahr die Leitung der Planungsabteilung des Senators für Schulwesen in Berlin.
Im Jahr 1974 heiratete er Magdalena Roedel. Aus der Ehe ging die Tochter Jessica hervor.
1975 rückte er in den Vorstand des Goethe-Instituts zur Pflege der deutschen Sprache und zur Förderung der internationalen Zusammenarbeit e. V. auf und wurde Leiter der Abteilung Personal und Verwaltung. Von 1976 bis 1996 sowie 2003 war er Generalsekretär des Goethe-Instituts und lebte in München. Danach lehrte er zeitweise an der Universität Konstanz über Auswärtige Kulturpolitik.

## Ehrungen
- 1997: Verdienstkreuz 1. Klasse der Bundesrepublik Deutschland

## Veröffentlichungen (Auswahl)
- Die Rechtsprechung des Bundesverfassungsgerichts zu den Grundrechten. 1966.
- Planung in der sozialstaatlichen Demokratie. 1969.
- mit Heimann und Siewert: Rechtsfragen der Gesamtschule. 1970.